# Aneomochtherus aegaeus
Aneomochtherus aegaeus là một loài ruồi trong họ Asilidae. Aneomochtherus aegaeus được Tsacas miêu tả năm 1965. Loài này phân bố ở vùng Cổ Bắc giới.